# Max Brod
Max Brod (Praga, 7 de maio de 1884 — Tel Aviv-Yafo, 20 de dezembro de 1968) foi um escritor em língua alemã, compositor e jornalista judeu. Foi amigo, biógrafo e testamenteiro de Franz Kafka. Organizou e publicou muitos dos seus escritos. Entre eles Amerika e Narrativas do Espólio.

## Biografia

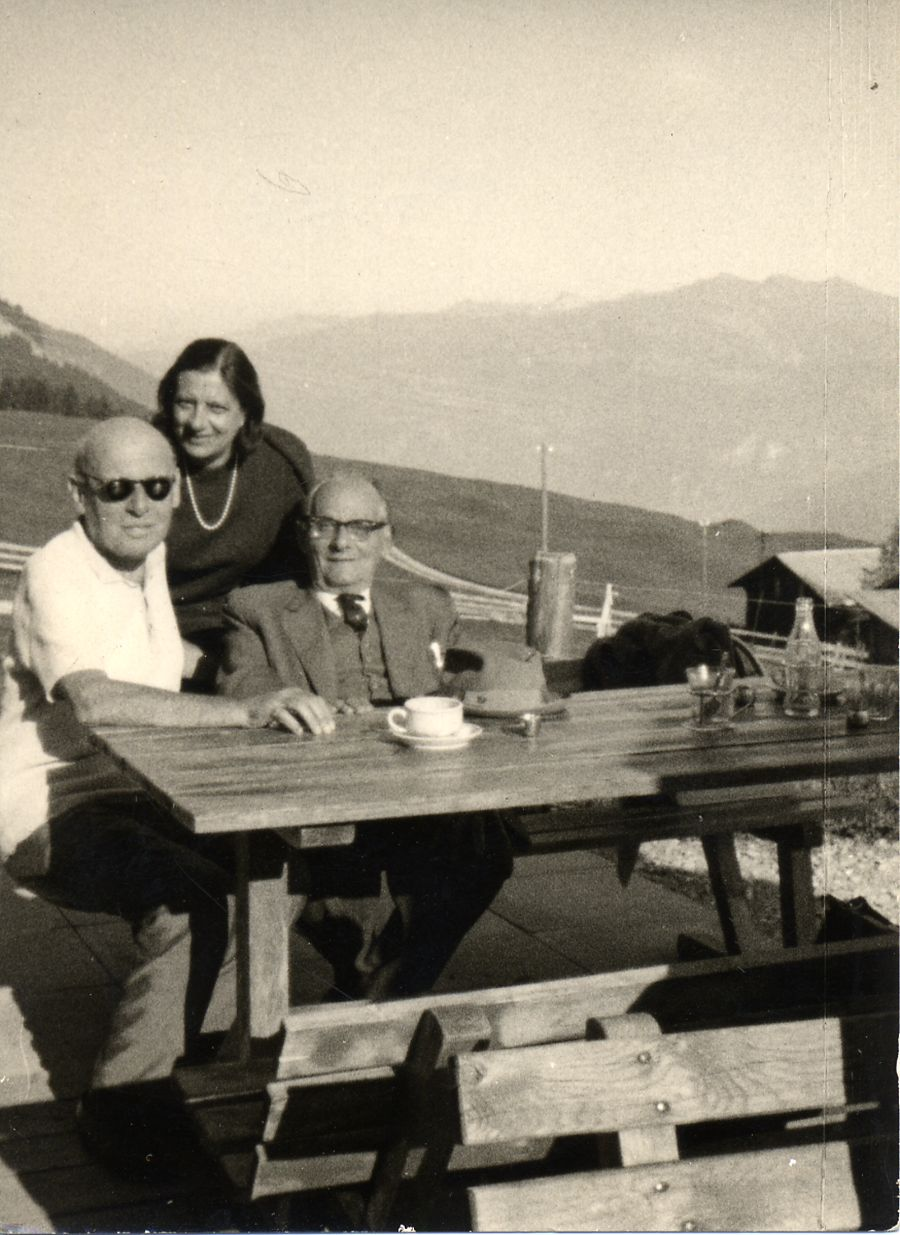
O compositor israelense Paul Ben-Haim e sua esposa ao lado de Max Brod.

Max Brod nasceu em Praga, na altura parte da província da Boêmia, na Áustria-Hungria, agora capital da República Checa. Aos quatro anos, Brod foi diagnosticado com uma curvatura da coluna vertebral grave e passou um ano usando chicote de fios corretivo. Apesar disso, ele teria um corcunda toda a sua vida. Judeu de língua alemã, ele foi para a Escola Piarista, juntamente com seu amigo de longa data Felix Weltsch, mais tarde frequentou o Ginásio Stephans, em seguida, estudou Direito na Universidade Alemã Karl-Ferdinand (que na época era dividida em uma universidade de língua alemã e uma universidade de língua checa) e graduou-se em 1907 para trabalhar no serviço público. Desde 1912, ele era um sionista declarado (que ele atribui à influência de Martin Buber), e quando a Tchecoslováquia se tornou independente em 1918, ele serviu brevemente como vice-presidente da Jüdischer Nationalrat. Desde 1924, já um escritor estabelecido, ele trabalhou como crítico para o jornal Prager Tagblatt. 
Em 1939, como os nazistas tomaram Praga, Brod e sua esposa Elsa Taussig fugiram para a Palestina. Ele se estabeleceu em Tel Aviv, onde continuou a escrever e trabalhou como dramaturgo para Habimah, mais tarde o teatro nacional israelense, durante 30 anos. Por um período, após a morte de sua esposa em 1942, Brod publicou muito poucos trabalhos. Ele tornou-se muito próximo de um casal chamado Otto e Esther Hoffe, regularmente passando férias com os dois e empregando Esther como secretária por muitos anos, muitas vezes é presumido que o relacionamento deles tinha uma dimensão romântica. Ele viria a passar a administração dos materiais de Kafka em seu poder para Esther em seu testamento. Ele foi adicionalmente apoiado pelo seu amigo próximo Felix Weltsch. A amizade deles durou 75 anos, do ensino fundamental na Escola Piarista em Praga à morte de Weltsch em 1964. Brod morreu em 20 de dezembro de 1968, em Tel Aviv.

## Carreira literária
Ao contrário de Kafka, Brod rapidamente se tornou um prolífico, bem sucedido escritor que acabou tendo publicados 83 títulos. Seu primeiro romance e quarto livro geral, o Schloss Nornepygge (Castelo Nornepygge), publicado em 1908, quando ele tinha apenas 24 anos, foi celebrado círculos literários de Berlim como uma obra-prima do expressionismo. Em 1909, sob a influência de Kafka, escreveu um enorme e muito detalhado romance descritivo, "Die Tausend Vergnügungens" (Os Mil Divertimentos), obra que ele e Franz, por vezes, também designavam por "Die Glücklichen" (Os Felizes). Franz tinha imensa alegria quando Max lhe lia um capítulo acabado. Schloss Nornepygge e outras obras fizeram de Brod uma personalidade bem conhecida da literatura de língua alemã. Em 1913, juntamente com Weltsch, ele publicou o trabalho Anschauung Begriff und que o fez mais famoso em Berlim e também em Leipzig, onde seu editor Kurt Wolff trabalhou.
Ele desinteressadamente promoveu outros escritores e músicos. Entre seus protegidos estava Franz Werfel, com quem viria a romper a amizade após este ter abandonando o judaísmo convertendo-se ao cristianismo. Ele também escreve em várias ocasiões a favor e contra Karl Kraus, um convertido do judaísmo ao catolicismo romano. Seu endosso crítico seria crucial para a popularidade de O Bom Soldado Svejk, de Jaroslav Hašek, e desempenhou um papel crucial na difusão das óperas de Leoš Janáček.

## Amizade com Kafka

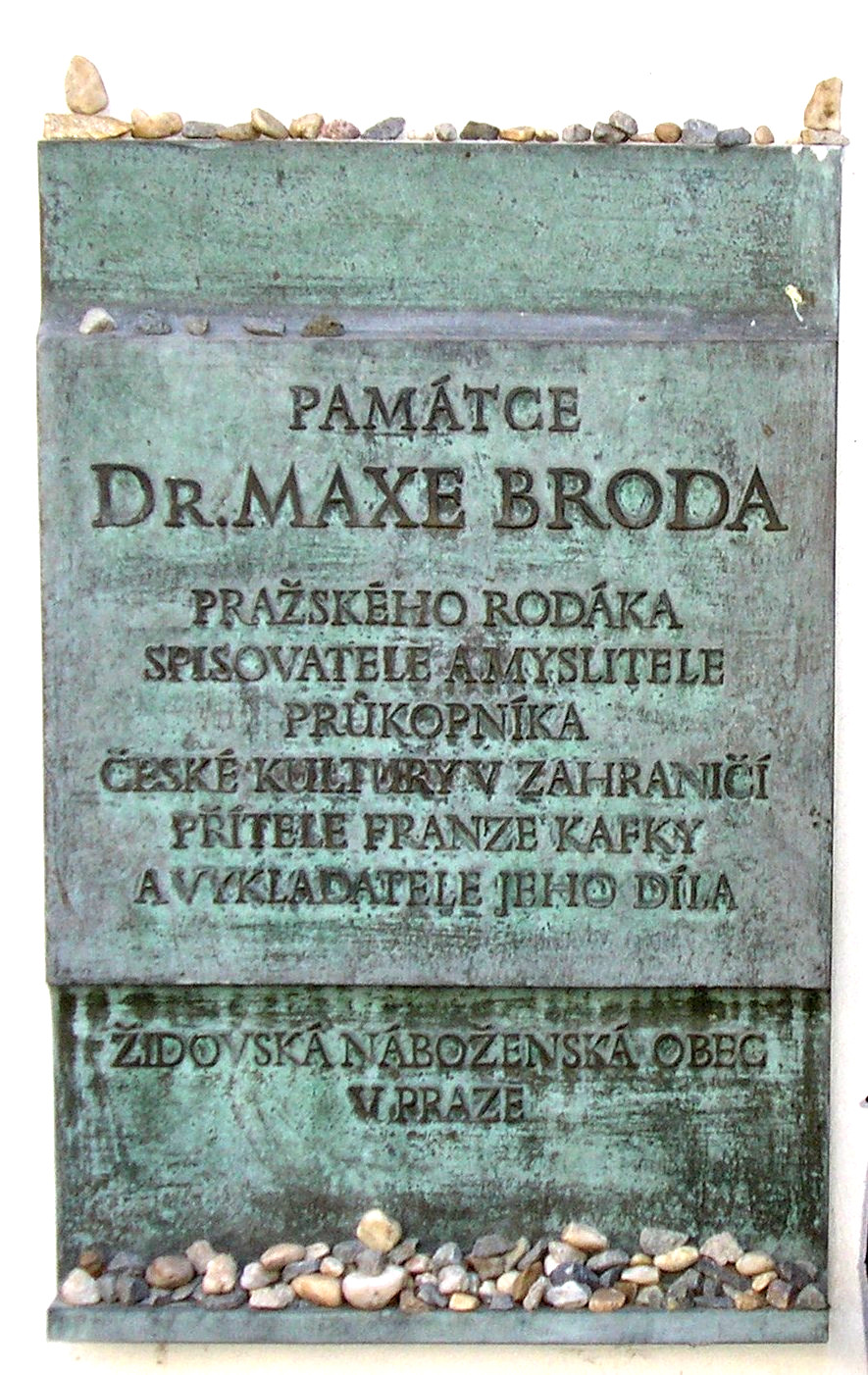
Placa em homenagem a Max Brod perto do túmulo de Franz Kafka, no Novo Cemitério Judeu, em Praga.

Brod conheceu Kafka em 23 de outubro de 1902, quando ambos eram estudantes da Universidade Charles. Brod tinha dado uma palestra na sala dos estudantes alemães sobre Arthur Schopenhauer. Kafka, um ano mais velho, se dirigiu a ele após a palestra e acompanhou-o em casa. "Ele tendia a participar de todas as aulas, mas até então mal nos tínhamos considerado um ao outro", escreveu Brod. O silencioso Kafka "teria sido ... difícil de notar... até os seus elegantes fatos, geralmente azuis-escuros, eram discretos e reservados como ele. Naquela época, no entanto, algo o parece ter atraído em mim, ele era mais aberto do que o habitual, ocupando o interminável caminho para casa a discordar fortemente com todas as minhas formulações demasiado duras ".
A partir de então, Brod e Kafka encontraram-se com frequência, muitas vezes diariamente, e continuaram amigos até a morte de Kafka. Kafka era um convidado frequente na casa dos pais de Brod. Lá ele conheceu sua futura namorada e noiva Felice Bauer, prima do cunhado de Brod Max Friedmann. Depois de se formar, Brod trabalhou durante um tempo para os correios. As horas de trabalho relativamente curtas deram-lhe tempo para começar uma carreira como crítico de arte e escritor freelance. Por razões semelhantes, Kafka arranjou um emprego em uma agência de seguros envolvidos no seguro de acidentes de trabalhadores. Brod, Kafka e Felix Weltsch,amigo de Brod,constituíram o chamado "Der enge Prager Kreis" ou "círculo íntimo de Praga".
Durante a vida de Kafka, Brod repetidamente tentou assegura-lo do seu talento para a escrita, sobre a qual Kafka era cronicamente duvidoso. Brod pressionou Kafka para publicar o seu trabalho, e é provavelmente devido a Brod que ele começou a escrever um diário. Brod tentou, mas não conseguiu, organizar projetos literários comuns. Não obstante a sua incapacidade de escrever em comum - que resultou do choque de filosofias literárias e pessoais, eles foram capazes de publicar um capítulo de uma tentativa de Viagem em maio 1912, para a qual Kafka escreveu a introdução. Foi publicado no jornal Herderblätter. Brod espicaçou o seu amigo para completar o projeto, vários anos depois, mas o esforço foi em vão. Mesmo depois de 1913 o casamento de Brod com Elsa Taussig, ele e Kafka permaneceram amigos e os confidentes mais próximos, ajudando-se mutuamente nos problemas e crises da vida.

## Publicação da obra de Kafka
Com a morte de Kafka, em 1924, Brod ficou o administrador da herança e preservou os seus trabalhos inéditos da incineração, apesar do que foi estipulado no testamento de Kafka. Ele defendeu este curso, dizendo que, quando Kafka lhe pediu para queimar seus papéis, ele disse que ele não queria realizar este desejo: " Franz deveria ter nomeado outro executor se ele tivesse estado absolutamente e finalmente determinado que suas instruções deveriam ser cumpridas". Antes mesmo que uma linha do trabalho mais famoso de Kafka ter sido tornado público, Brod já o tinha elogiado como "o maior poeta do nosso tempo", ao lado de Goethe ou Tolstoi. Como as obras de Kafka foram publicadas postumamente (O Julgamento em 1925, seguido por O Castelo em 1926 e Amerika, em 1927), esta avaliação positiva inicial foi amparada por uma aclamação crítica mais geral.
Quando Brod fugiu de Praga, em 1939, levou consigo uma mala de documentos de Kafka, muitos deles notas inéditas, diários, rascunhos, e assim por diante. Embora alguns desses materiais tenham sido posteriormente editados e publicados em 6 volumes de trabalhos coletados, muitos deles permaneceram inéditos. Após a sua morte, este tesouro de material foi passado para Esther Hoffe, que manteve a maioria deles até sua morte em 2007 (um manuscrito original de O Processo foi leiloado em 1988 por 2 milhões de dólares). Devido a certas ambiguidades relativas aos desejos de Brod, a disposição adequada dos materiais está sendo litigada. De um lado está a Biblioteca Nacional de Israel, que acredita que Brod passou os papéis para Esther como um executor de sua real intenção de ter os documentos doados à instituição. Por outro lado, estão as filhas de Esther, que afirmam que Brod passou os documentos para sua mãe como uma herança pura, que deveria ser deles. As irmãs anunciaram a sua intenção de vender os materiais para o Museu de Literatura Moderna, em Marbach, na Alemanha. 

## Obras
- Schloß Nornepygge (Nornepygge Castle, 1908)
- Weiberwirtschaft (Woman's Work, 1913)
- Über die Schönheit häßlicher Bilder (On the Beauty of Ugly Pictures, 1913)
- Die Höhe des Gefühls (The Height of Feeling, 1913)
- "Anschauung und Begriff", 1913 (together with Felix Weltsch)-->
- Tycho Brahes Weg zu Gott (Tycho Brahe's Way to God 1916)
- Heidentum, Christentum und Judentum (Paganism, Christianity, and Judaism, 1922)
- Reubeni, Fürst der Juden (Reubeni, Prince of the Jews, 1925)
- Zauberreich der Liebe (The Charmed Realm of Love, 1930)
- Biografie von Heinrich Heine (Biography of Heinrich Heine, 1934)
- Die Frau, die nicht enttäuscht (The Woman Who Does Not Disappoint, 1934)
- Novellen aus Böhmen (Novellas from Böhmen, 1936)
- Rassentheorie und Judentum (Race Theory and Judaism, 1936)
- Franz Kafka, eine Biographie (Franz Kafka, a Biography, 1937, later collected in Über Franz Kafka, 1974)
- Franz Kafkas Glauben und Lehre (Franz Kafka's Thought and Teaching, 1948)
- Verzweiflung und Erlösung im Werke Franz Kafkas (Despair and Release in the Works of Franz Kafka, 1959)
- Beispiel einer Deutsch-Jüdischen Symbiose (An Example of German-Jewish Symbiosis, 1961)
- Beinahe ein Vorzugsschüler (Almost a Gifted Pupil)
- Die Frau, nach der man sich sehnt (The Woman For Whom One Longs)
- Annerl
- Rebellische Herzen (Rebel Hearts)
- Die verkaufte Braut (The Sold-Off Bride)